# Coelognathus
Coelognathus är ett släkte av ormar i familjen snokar. Flera tillhörande arter listades tidigare i släktet Elaphe.
Dessa ormar är med en längd omkring 1,5 meter medelstora. De förekommer från Indien över Sydostasiens västra delar till Filippinerna. Arterna kan anpassa sig till olika habitat, bland annat jordbruksmark. Individerna jagar gnagare och andra små däggdjur. Honor lägger ägg.
The Reptile Database listar följande arter:
- Coelognathus enganensis (Vinciguerra, 1892)
- Coelognathus erythrurus (Duméril, Bibron & Duméril, 1854)
- Coelognathus flavolineatus (Schlegel, 1837)
- Coelognathus helena (Daudin, 1803)
- Coelognathus philippinus (Griffin, 1909)
- Coelognathus radiatus (Boie, 1827)
- Coelognathus subradiatus (Schlegel, 1837)